# Ptochophyle sanguinolenta
Ptochophyle sanguinolenta är en fjärilsart som beskrevs av W. Warren 1898. Ptochophyle sanguinolenta ingår i släktet Ptochophyle och familjen mätare. Inga underarter finns listade.